# 卡加利尼茨卡亞區
46°52′55″N 40°09′01″E / 46.88194°N 40.15028°E
卡加利尼茨卡亞區（俄語：Кагальницкий райо́н）是俄羅斯的一個區，位於該國西南部，由羅斯托夫州負責管轄，面積1,370平方公里，2010年人口30,489，人口密度每平方公里22.25人。